# Metahygrobiella chilensis
Metahygrobiella chilensis là một loài rêu trong họ Cephaloziaceae. Loài này được J.J. Engel & R.M. Schust. mô tả khoa học đầu tiên năm 1988.